# Huldrych Zwingli

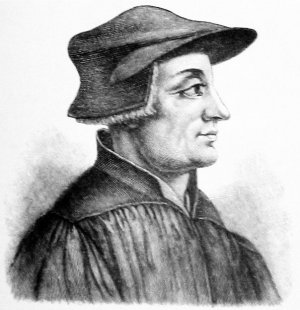
Huldrych Zwingli.

Huldrych Zwingli, även Ulrich Zwingli, född 1 januari 1484 i Wildhaus i kantonen Sankt Gallen, död 11 oktober 1531 i Kappel am Albis i kantonen Zürich, var en schweizisk präst, reformator och en av den reformerta kristenhetens föregångare på 1500-talet.

## Uppväxt, utbildning och första tiden som präst

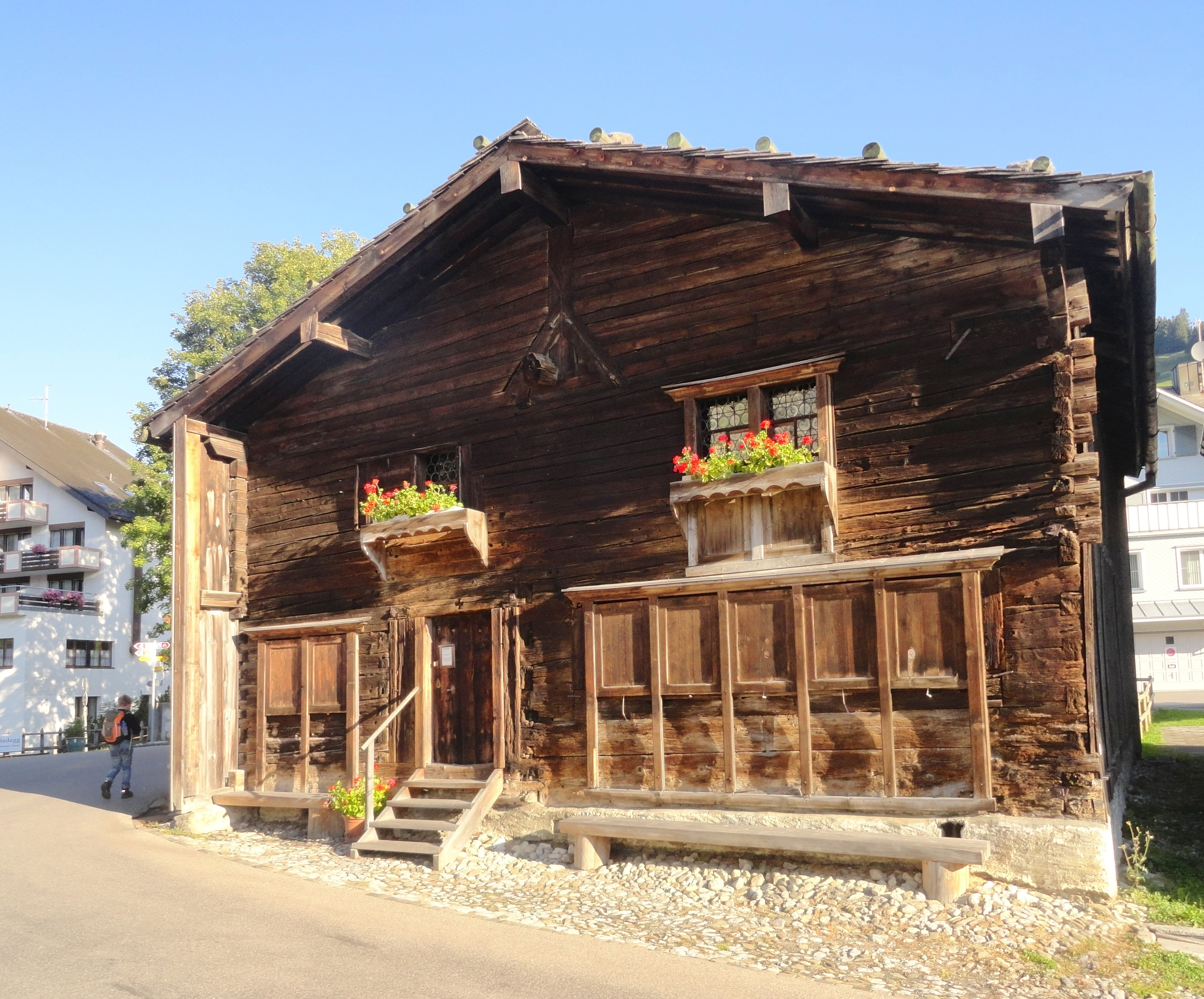
Zwinglis födelsehus i Wildhaus.

Zwinglis far var en inflytelserik man och framgångsrik jordbrukare och familjen hade det därför gott ställt. Eftersom Ulrich ansågs vara mycket begåvad behövde han inte hjälpa till i faderns jordbruk utan skickades i stället till Weesen in Obhur för att få utbildning hos sin farbror Bartholomäus Zwingli, som var domprost där. Han fortsatte sina studier vid latinskolan i Basel 1494 och Bern. I Bern kom han i kontakt med dominikanerorden, där man uppskattade hans musikaliska talang, men han blev ingen munk. 1502 till 1506 studerade han vid universitetet i Basel. Här fick han en humanistisk bildning och lärde sig bland annat grekiska så att han skulle kunna tillgodogöra sig de stora latinska och grekiska klassikerna. 1506 erhöll han en magisterexamen. Under sex månader studerade han därefter teologi och i september 1506 prästvigdes han. Samma år valdes han till präst i Glarus, endast 22 år gammal och med bara några månaders teologiska studier. 

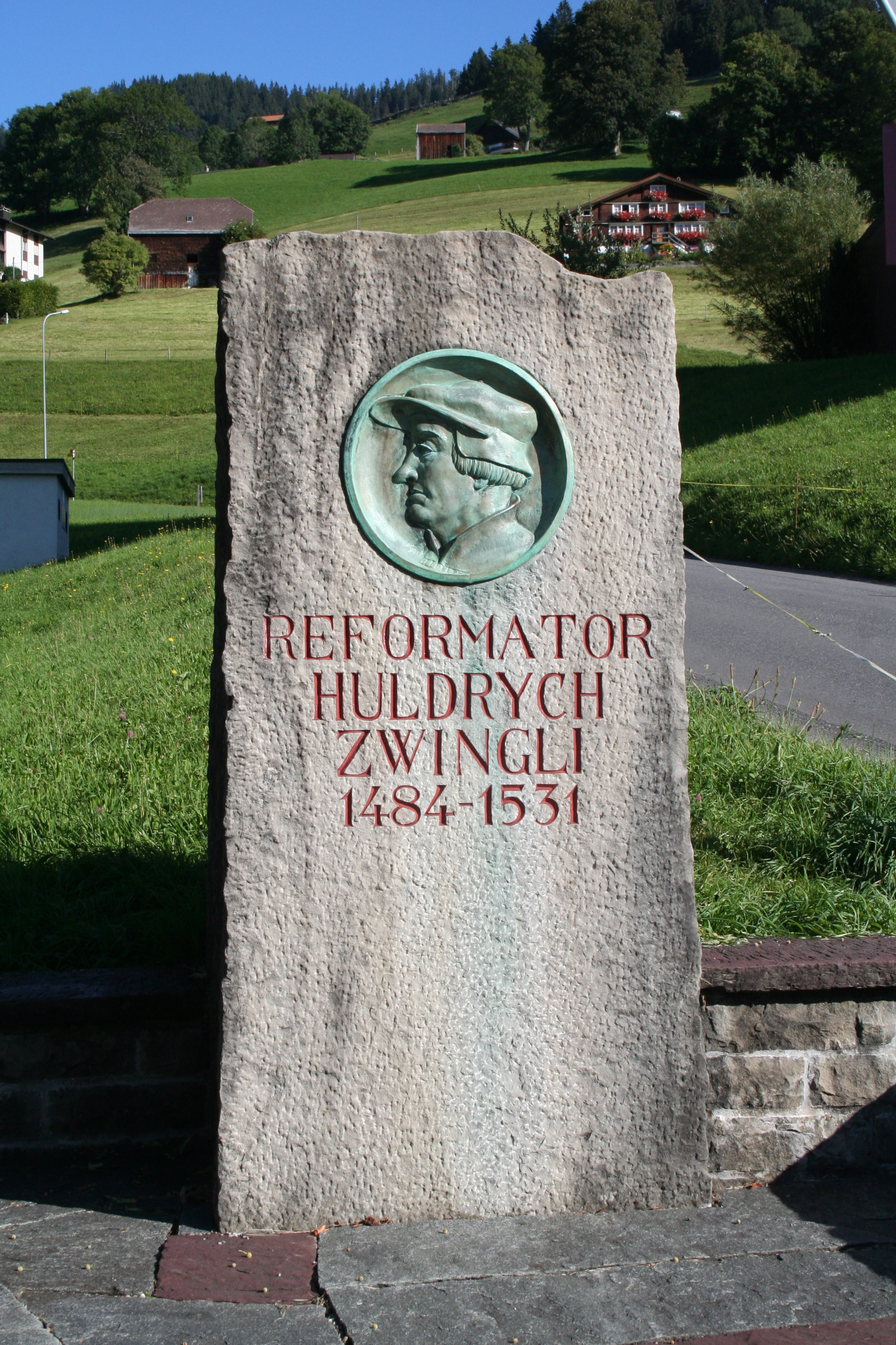
Minnessten i Wildhaus

Glarus var bara en liten lantlig by men centralort för den omkringliggande trakten. Han fick således ett stort ansvar. Zwingli var sedan barn bekant med vad som ålåg en präst i hans ställning och tycks dessutom ha haft äldre medhjälpare. Tjänsten gav honom god kontakt med befolkningen, praktisk erfarenhet av det kyrkliga arbetet och en ekonomisk trygghet och han tog sig an uppgiften med stor energi. Jämsides med sina pastorala uppgifter bedrev han omfattande studier i latinska klassiska verk som Cicero, Vergilius och Lactantius samt kyrkofäderna, bland andra Augustinus. Han skaffade sig egna exemplar och gjorde marginalanteckningar. Han var en av de första att skaffa Erasmus av Rotterdams arbete Novum Instrumentum, som utkom 1516. Det blev ett omfattande bibliotek och hans lärdom var välkänd.
Under Zwinglis tid i Glarus utbröt strider i norra Italien, ett område som var viktigt för befolkningen i Schweiz som en plats för handel men som bland annat Frankrike hade maktanspråk på. Frankrike, men också kyrkostaten med påven, hade intresse av detta område. Båda sidor rekryterade soldater från Schweiz. Zwingli, som blivit en auktoritet för glarusborna och som var politiskt intresserad, manade folket att delta på påvens sida. Zwingli var själv med på slagfältet. För Glarus befolkning ledde striderna till ett förödande nederlag. Efter kriget tog franskvänliga krafter ledningen i Glarus och Zwingli, som kämpat emot detta, såg sig tvungen att lämna sin tjänst där 1516. Under åren 1516–1518 tjänstgjorde han som själasörjare och predikant på den lilla orten Einsiedeln. Det var en lindrig tjänst och gav honom stora möjligheter till studier och nu lärde han sig grunderna även i hebreiska, från en av tidens stora humanister Johann Reuchlin, från dennes Rudimenta Hebraica, som han studerade. Under tiden i Einsiedeln gjorde han sig känd bland de pilgrimer som kom dit. Man uppskattade hans stora bildning.
Zwingli framstod under den här tiden som en sann företrädare för renässanshumanismen. Även hans rika brevväxling med andra likatänkande och ledande politiker var i linje med humanismens ideal. I politiskt hänseende verkade han i en patriotisk anda och såg framför sig en ”schweizisk humanism”.

## Tiden i Zürich
År 1519 tillträdde han tjänsten som leutpriester och senare även som Chorherrenstift vid Grossmünster i Zürich, båda tjänsterna med stora möjligheter till påverkan genom predikan. Zürich var en stad som hade en central plats i det schweiziska edsförbundet. Titeln leutpriester betyder "folkpräst", men var snarast - med ett modernt ord -  "predikant" med avlöning till en början direkt från Rom med uppgift att utföra alla de vanliga uppgifterna för en präst jämsides med predikouppgiften. Som Chorherrenstift hade han även tillsyn över de andra prästernas predikan i sitt område.
Det var under tiden i Zürich som Zwingli utvecklades till reformator. Viktiga faktorer i denna utveckling var tillfrisknandet efter en pestsjukdom (med mycket hög dödlighet). Hur viktigt detta tillfrisknande var har han själv beskrivit i en dikt. En annan viktig faktor var inflytandet från Erasmus av Rotterdam, vilkens skrifter, bland andra Enchiridion han flitigt studerade. Ytterligare faktorer var hans sedan 1516 direktkunskap med de bibliska texterna på grundspråken, och inflytandet från Luthers skrifter, som började spridas vid denna tid. Zwinglis reformatoriska insikter var inte i lika hög grad som för Luther resultatet en existentiell kris utan de var insikter han fick vid studier.

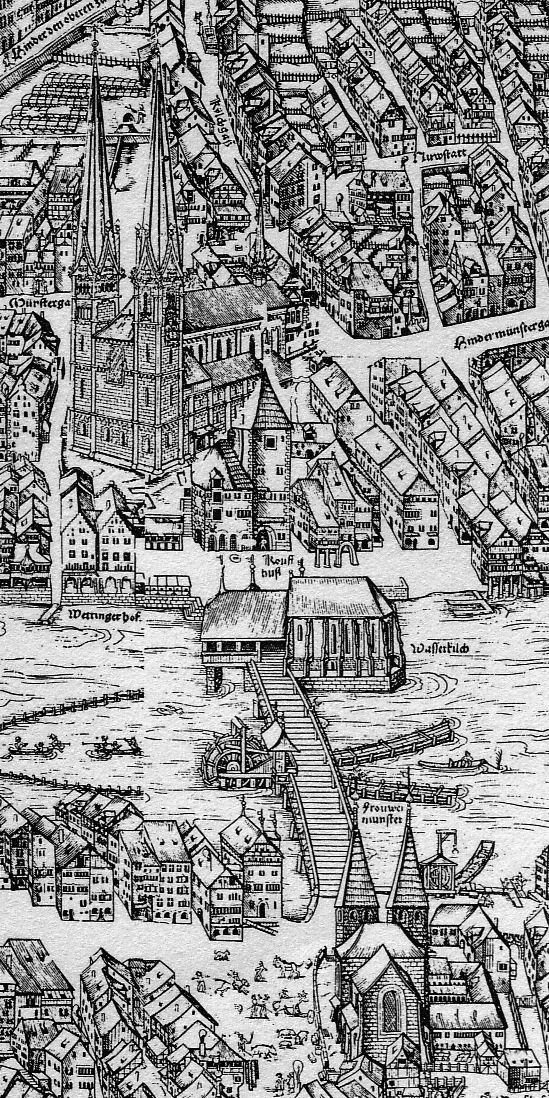
Das Grossmünster i Zürich (1576).

Redan från början visade han sin självständighet genom att predika över Nya testamentets böcker kapitel för kapitel i stället för över de anvisade avsnitten (perikoperna) ur bibeln. Sitt stora intresse för bibeln på grundspråken där man kunde höra bibeltexterna direkt i den form de var inspirerade av den Helige Ande, var grunden för hans predikningar. Genom boktryckarkonsten hade nya möjligheter öppnats att möta Bibelns budskap på grundspråken och detta ville han förmedla. Hans predikningar var livfulla, med bilder ur vardagslivet och med en stark moralisk prägel. Predikningarna präglades främst av Bergspredikan, helt i Erasmus av Rotterdams anda. Det finns bara andrahandsuppgifter om Zwinglis predikningar, eftersom han inte skrev ned dem. Av det som Leo Jud, senare en av Zwingligs lärjungar och trognaste medarbetare, berättat, var predikningarna då, liksom senare, riktade mot kyrkliga bruk, som Zwingli inte ansåg vara bibliska, som påvemakten, avlatshandeln och kyrkans sätt att berika sig.
Hans predikningar togs emot med nyfikenhet och gillande, men också med misstänksamhet av de mer konservativa. Motståndet hade ett centrum i Luzern och de intilliggande Uri, Schwyz, Unterwalden och Zug. Dessa orter kom senare att bilda en allians inom Schweiziska edsförbundet till stöd för den traditionella katolska kyrkans lära.

### Genombrottet
En viktig milstolpe i hans reformatoriska utveckling var en demonstration 1522 mot förbudet att äta kött under fastan. Vid en sammankomst som Zwingli deltog i, åt deltagarna, dock inte Zwingli själv, kött på skärtorsdagen med hänvisning till en kristen människas frihet från människoord och för rätten att själv utforma sin tro.Denna ståndpunkt försvarade han i skriften ''Von Erkiesen und Freiheit der Speisen. Zwingli var till en början angelägen att inte drabbas av samma bannlysning som Luther och var därför angelägen att markera avstånd till denne
. 1519 var dock Luthers reformidéer vitt spridda och Zwingli kan inte ha undgått att påverkas av honom, dock utan att direkt vara en "luther-lärjunge".
Ett symboliskt steg mot reformationen i Zürich var att Zwingli, sedan han förgäves sökt om tillåtelse att få gifta sig, bröt mot celibattvånget för präster - först i hemlighet 1522 -  och 1524 öppet. I skriften Eine freunliche Bitte, 1523, som i patriotisk anda var riktad till de omgivande orterna för att förklara vad en reformatorisk predikan var, tog han steget att hänvisa till Luther och därmed bröt han med Erasmus av Rotterdam, från vilken han successivt fjärmade sig. 
I mitten av 1522 ingrep den politiska ledningen i Zürich, rådsförsamlingen, sedan oro utbrutit under tiggarmunkars predikan om jungfru Maria och helgonen. Zwingli som inte ansåg att sådant var bibliskt fick rådet att uttala sig för att predikan skulle vara i enlighet med Zwinglis reformatoriska idéer. Rådets ingripande var ett första steg mot den syn på förhållandet mellan kyrkan och staten som sedan skulle bli särskilt utmärkande för Zürich.
Inför rådsförsamlingen i Zürich ville Zwingli försvara sin reformatoriska syn i en disputation med biskopen i Konstanz. I två disputationer 1523 framförde han sina tankar, men biskopen skickade enbart observatörer med hänvisning till att rådsförsamlingen inte hade kompetens att avgöra teologiska frågor. Beslutet blev att det var tillåtet att predika som Zwingli gjorde. Till den första disputationen författade Zwingli en skrift kallad 67 Schlussreden. I den andra av de båda disputationerna, som handlade om kyrkornas utsmyckning och om nattvarden, beslöts att de bruk som inte hade stöd i bibeln skulle avskaffas och läsandet av mässan skulle upphöra. Rådets syfte var inte att med makt införa en ny lära utan att försöka undvika en ohejdad vandalisering av kyrkorna och att åstadkomma lugn och ordning. Disputationerna ledde inte till omedelbara åtgärder. Församlingarna kunde själva besluta om borttagandet av bilder om det kunde ske i lugna former. En kommitté tillsattes för att följa upp beslutet. I praktiken togs inte mycket bort. Prästerna fortsatte tills vidare att läsa mässan som vanligt. 
Åren 1523–1525 var Zwingligs personliga inflytande som starkast. Det var då han tillsammans med Leo Jud samlade prästerna i Zürich för att undervisa i reformatorisk predikan och då författade han skriften Der Hirt, 1525 och den ur teologisk synpunkt viktigaste sammanfattningen av sina tankar i skriften Commentarius de vera et falsa religione, 1525. En effekt av hans predikningar var att folk började ifrågasätta förhållanden på de ekonomiska området, som seden att ge tionde till kyrkan. Här kan man se hur Zwingli resonerade om bibelordet: I Gamla testamentet var det en skyldighet att ge tionde I Nya testamentet hade detta ersatts av en frivillig sed i den första kristna församlingen. Zwinglis argumentation går ut på att syftet med tionde var vällovligt. Det var för att förkunnelsen skulle kunna fortsätta och för att kunna hjälpa behövande. Nu hade kyrkan med hjälp av tiondet kunnat berika sig själv och därmed i girighet överskridit syftet. Det var inte en kommunism som Nya Testamentet förordade utan den frivillighet som rådde i den första församlingen uppfyllde syftet med tiondet i den situation som då rådde. Nu var syftet inskrivet i lagen och skulle följas och den enskilde kunde inte ta lagen i egna händer. Zwingli kunde dock tänka sig att man ändrade så att tiondet i småsaker togs bort liksom att tiondet till klostren upphörde, eftersom klostren var obehövliga enligt Zwingli.

### Problem uppstår
En allvarlig kris inträdde då radikala krafter som inte tyckte att reformer infördes tillräckligt snabbt började att på eget bevåg ta bort bilder i kyrkor och slå sönder glasmålningar, med hänvisning till att sådant stred mot bildförbudet i De tio budorden. Med Zwinglis hjälp lyckades rådet göra så att bildborttagandet skedde under ordnade former.
De radikala krafterna tog även sikte på vad de hört i Zwinglis predikningar om den första kristna församlingen att bibelns människors tro var överordnad kyrkans senare påbud. Bland de radikala krafterna var Ludwig Härtzer (cirka 1500–1529), Felix Manz (cirka 1500–1527), Balthasar Hubmaier (1480–1528), Conrad Grebel (1497–1526). Några av dessa radikala personer var tidigare Zwinglis anhängare. Deras slutsats var att det inte stod något om att man tillämpade barndop i den första kristna församlingen. Zwingli försökte övertyga dem om det felaktiga i deras slutsats. Det misslyckades. 
Dessa radikala personer kom senare att kallas anabaptister ("omdöpare") och de ville skapa en församling av troende så som det skildrades i Apostlagärningarna och i det sammanhanget kunde man fråga sig om barn kunde tas upp som medlemmar i kyrkan. Ett dop förutsatte en tro. Till detta svarade Zwingli att det inte gick skilja på troende och icke-troende. Anabaptisterna svarade att det visst gick genom att man prövades en människas liv och tro och uteslöt dem som inte höll måttet. Krisen skärptes när rådet, som styrde i Zürich, i augusti 1524 beslöt att det var en plikt att döpa sina barn. Mot dem som inte följde lagen tillgrep samhället alla till buds stående sanktionsmöjligheter, inklusive dödsstraff. De oliktänkande bildade egna grupper av likasinnade. Det allvarliga i denna utveckling var - förutom det öde som drabbade anabaptisterna själva - att deras övertygelse var sprungen ur just det sättet att läsa bibeln som Zwingli själv talat om: läsa bibelordet och av Guds ledning i hjärta komma fram till en övertygelse. Anabaptisterna sökte allvarligt efter sanningen i sina hjärtan och var genom den Helige Ande övertygade om sin tro. En sådan syn hotade att splittra hela synen på kyrkan som en enhet. Fanns det en annan kyrka, bestående av troende vid sidan av den kyrka som var den allmänna? Zwinglis predikan hade lett till att den evangeliska rörelsen genom denna utveckling hotade att komma i vanrykte.
De medlemmar av det schweiziska edsförbundet som höll fast vid den gamla katolska ordningen samlade sig till en disputation i Baden under ledning av teologiprofessor Johann Eck 1526 om den schweiziska reformationen liknande den som hållits i Leipzig om Luthers lära. På Zürichs rådsförsamlings uppmaning deltog inte Zwingli personligen utan hans talan fördes av Johannes Oecolampadius från Basel. Zwingli gjorde sina inlägg skriftligt i Die erste kurze Antwort über Ecks sieben Slussreden och Die andere über etliche unwahrhafte Antworten, die Eck zu Baden gegeben. Resultatet var på förhand givet, eftersom domstolen, inte som vid Zürichdisputationerna bestod av lekmän utan av dem som representerade den traditionella katolska kyrkan. Zwinglis svar avvisades. Efter samtalen i Baden skärptes motsättningarna bland medlemmarna i edsförbundet och Zürich, S:t Gallen och Schaffhausen som alla avskaffat mässläsande, höll fast vid den reformatoriska linjen. Även Basel och så småningom Bern anslöt sig till Zürich-lägret.
När spänningarna ökade var Zwingli besluten att ta ledningen i ett eventuellt krig. Sedan lång tid tillbaka hade han egenhändigt uppgjort en fälttågsplan. Hans övertygelse var att anhängarna av evangelium hade en plikt "att frånrycka de övermodiga förtryckare, vilka upprest sig mot Gud och ville undertrycka hans ord, deras självtagna makt" och med vapen i hand för hela edsförbundets räkning tillkämpa sig "fri predikan av evangelium" och frihet för tron på detsamma. "Låt oss åter hjälpa vår Herre Kristus till hans herravälde i vårt land!" Zwinglis åsikt – som medlem av "det hemliga rådet" tog han direkt del i ledningen av Zürichs utrikespolitik – var utslagsgivande för staden. I överensstämmelse med hans råd beslutade man att genom ett plötsligt anfall slå ned de oförberedda fem kantoner som förblev trogna den "gamla kyrkan". I juni stod en armé uppsatt av staden Zürich på fientligt område. Dess överlägsenhet tycktes utlova fullständig seger. Bern och de övriga förbundna ogillade dock anfallskriget och medlade fred. Freden utföll hårt för de katolska kantonerna; de tvingades avstå från sitt förbund med Ferdinand och inom de gemensamma områdena tolerera den evangeliska tron. Det Zwingli hoppats på hade dock inte i minsta mån uppnåtts. Krigets utgång var en svår besvikelse för honom.
Zwingli vände nu istället blicken bortom Schweiz gränser. Han gjorde upp ett utkast till ett stort förbund mellan de evangeliska kantonerna och Sydtysklands protestantiska riksstäder, till vilka han sedan länge hade ett starkt band. I dem hade nämligen hans lära om nattvarden segrat över Luthers uppfattning, vilket givit honom i egenskap av reformator ett visst övertag. Zwingli fick i september 1529 i Strassburg kännedom om hemliga anslag från Karl V:s och hans broder Ferdinands sida, som gick ut på att med våld återföra Tyskland till den romerska tron och sedermera också "förinta" Schweiz. Nu gjorde Zwingli upp planen till en omfattande koalition mot Habsburgarna: hela Tyskland, Frankrike och Venedig skulle i förening motsätta sig kejsaren. Han utvecklade planen – i vilken även Danmark och England, Böhmen, Ungern och turkarna kom att spela en roll – tillsammans med lantgreve Filip av Hessen.

### Slutet

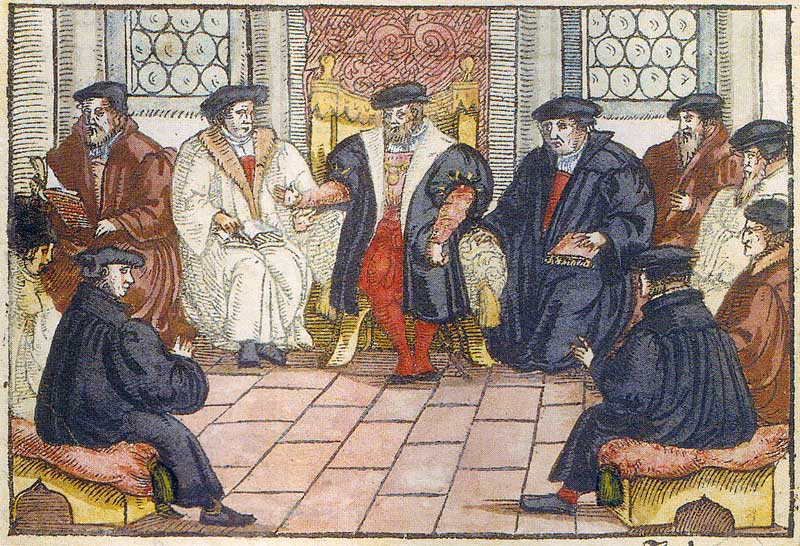
Träsnitt i färg föreställande Marburgsamtalen, anonym, 1557

Under Filip av Hessens ledning samlades man till ett religionssamtal i Marburg 1529. Huvudmotståndare vid detta var Zwingli och Oecolampadius å ena sidan och Luther och Melanchton å den andra. Den stora oenigheten om nattvarden gick inte att överbrygga.
Samtalen i Marburg blev ett misslyckande. Ingenting uppnåddes. Filip av Hessens förhoppningar om en enad protestantisk rörelse till stöd för sina politiska ambitioner hade grusats. De två huvudmotståndarna Luther och Zwingli stod var och en fast i sin syn på nattvarden, som var den fråga där meningsskiljaktigheterna var som tydligast. Man enades på ett flertal punkter, men det blev också klart att Luthers och Zwinglis uppfattningar om nattvarden inte gick att förena. Den reformatoriska rörelsen i Schweiz försvagades efter detta misslyckande även av inre motsättningar, och Zürich där Zwingli verkade, blev alltmer isolerat. I Zürich hade Zwingli ett visst inflytande och med statsapparatens stöd försökte han att utvidga den refomatoriska rörelsen till hela Schweiz. Det mötte stort motstånd. Till slut kom det till en väpnad konflikt. Zwingli själv deltog i striderna och dödades den 11 oktober 1531. Redan året därpå 1532 infördes i Zürich en ny kyrkoordning och Heinrich Bullinger utsågs till Zwinglis efterträdare. Bland dem som tagit starka intryck av Zwingli är bland andra Jean Calvin.

## Teologi
Zwinglis reformation var inte en variant av Luthers reformation utan en helt egen reformation där friheten stod i centrum. Här kunde Zwingli stödja sig på Erasmus humanism men också på den kritik som även Luther riktade mot utformningen av det traditionella livet i kyrkan. Bland forskare råder skilda meningar om hur Zwinglis teologi skall tolkas.
Ett försök att på ett sammanhängande sätt beskriva det som är typiskt för Zwinglis teologi har gjorts av Volker Leppin i artikeln om Zwingli i Theologische Realencykolopedie (2004). Enligt honom finns det en fundamental åtskillnad mellan Skaparen och det skapade i Zwinglis teologi. och mellan ande och materia. Något som tillhör den materiella världen kan inte påverka det andliga.  Genom den Heliga Skrift och Jesus Kristus kan denna klyfta överbryggas. I Zwinglis skrifter framhålls ständigt Jesus Kristus som förebild och den som i människans ställe tar på sig människans synder. Hans tankar följer här Anselm av Canterbury och hur denne ser på Jesu offerdöd som en gottgörelse för människans synd, så att människan får frälsning av nåd, helt utan egen förtjänst. Trots detta fokus på Jesus så är Leppins intryck att Zwinglis teologi är centrerad kring hur Zwingli uppfattar Gud som bortom och skild från det skapade.
Zwingli kan beskriva hur bibelordet överbryggar klyftan mellan Skaparen och det skapade så att där finns "icke mitt, utan Guds ord, icke människolära, utan den mening som Guds ande vill frambringa" ("dann ich nit min, sundet gottes wort, nit menschenleer, sundet die meinung des geysts gottes davon herfürbringen wil"). Teologiska och kyrkliga frågor skulle avgöras av vad som uttryckligen står i bibeln eller är underförstått. Vid uttolkningen av bibelordet är det inte kyrkans tradition utan den Helige Andes vägledning som skall fälla avgörandet. Den outbildade lekmannens förmåga att läsa bibeln är lika bra som teologernas. Att predika Kristus kan de andligt sinnade - alltså inte särskilt utvalda präster. ("Christ's preaching is for the spiritual minded"). Det som gör Zwingli till reformator är hur han kombinerar impulser från Luther och dennes formulering "sola scriptura" (Skriften allena) med humanismens tankar om människans frihet från mänskliga påbud. Zwinglis, av humanismen inspirerade kritik mot mänskliga påbud, fick genom inflytandet från Luther en ny sprängkraft. Kritiken riktade sig till exempel mot påvedömet, mässan, kyrkans rikedomar, klosterväsendet, celibatstvånget, skärselden och prästvigningen. Zwingli var tvungen att förändra sin syn på bibelordet, inte minst efter sammandrabbningarna med anabaptisterna. Under alla förändringar kvarstår den fundamentala skillnaden mellan Skaparen och det skapade. Detta gäller inte bara i fråga om bibelordet. I skriften Apologeticus archeteles, 1522, behandlar Zwingli bönen och där säger han (utan att, karaktäristiskt nog, nämna helgonens förbön) att det är varje enskild människa uppgift att själv söka Guds nåd och förlåtelse. Han betonar att det inte är orden som ger förlåtelsen utan helt och hållet Guds nåd och välvilliga beslut.
Zwinglis tankar om Gud får konsekvenser för hans syn på människans fria vilja. Det kom här till en brytning med Erasmus. I skriften Commentarius är både syndafallet (som hos Luther) och predestinationen orsaken till människans avsaknad av fri vilja, när det gäller tron på Gud. Senare säger Zwingli att människans öde bestäms enbart av Gud i förväg (predestination) och då blir människans fria vilja underordnad. Luthers huvudfråga gällde att finna rättfärdighet och en nådig Gud. För Zwingli handlar det mer om hur klyftan mellan Skaparen och det skapade skall överbryggas.

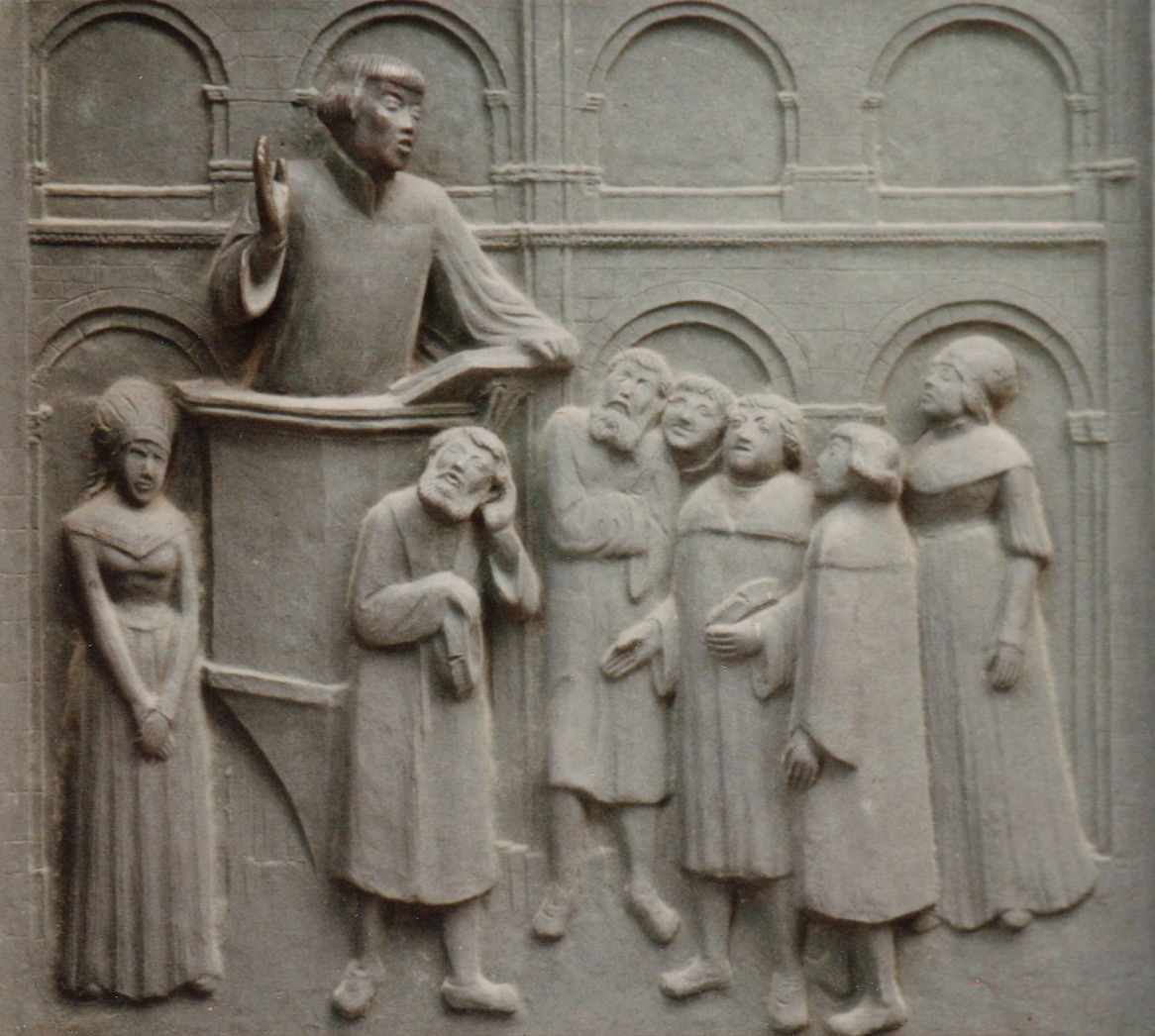
Relief av Zwingli i predikstolen i Zürich, Otto Münch, 1935

Samma starka uppdelning och avgränsning mellan Skaparen och det skapade påverkar, enligt Leppin, även synen på sakramenten. I skriften Commentarius hävdar Zwingli att sakramenten är två, nämligen dopet och nattvarden. Han använder dock ordet sakrament i dess ursprungliga betydelse på latin, som är att förplikta sig (för Zwingli:på Jesu uppmaning) och inte i meningen något som förmedlar nåden.  I fråga om sakramenten så skiljer Zwingli mellan den yttre handlingen och det gudomliga skeendet, d v s det Guds ande gör. I dopet synliggörs den enskildes tillhörighet till Kristus. Dopet förmedlar inte nåden som hos Luther och den katolska kyrkan. I uppgörelsen med anabaptisterna framhåller han att dopet har en förebild i omskärelsen i Gamla Testamentet. Omskärelsen beskrivs i Första Moseboken, kap 17, som en förbundsförpliktelse. Det är utifrån detta som han mot anabaptisterna hävdar barndopet som en plikt och något som föregår det gudomliga skeendet. Dopet är ett yttre tecken på tillhörigheten till det kristna samhället. Zwingli blev tvungen att flera gånger revidera sin syn på dopet men det som alltid stod kvar var att själva handlingen i sig var oberoende, ja, till och med obehövlig, i förhållande till Guds utväljande.  Det viktigaste var ett inre andligt dop som ges människan i hennes hjärta och det förutsätter och kräver tro. Denna tro kan komma senare. I uppgörelsen med anabaptisterna betonar han vikten av att se hela sammanhanget i bibeln, liksom att se till textens språkliga utformning.
Nattvarden är enligt Zwingli en minnesmåltid och en bekännelsehandling inför och med församlingen. 
Ordet ÄR i nattvardens instiftelseord, där det står "detta är min kropp och mitt blod”  uttolkar Zwingli symboliserar (significat). Brödet och vinet, som den troende får är principiellt skilt från mötet mellan Gud och den troende människan.
När det gäller synen på församlingen (ecklesiologin) så utmärks Zwinglis syn av att han räknar alla med god vilja på en ort som tillhörande den kristna gemenskapen på orten. Alla orters befolkning bildar sedan tillsammans den universella kyrkan. Alla som bor på orten har gemensamt ansvar för alla frågor som berör orten, de må kallas kyrkliga eller politiska. Det var på Guds uppdrag som rådsförsamlingen skulle fatta sina beslut och därför skulle besluten följas.
I motsats till Luther gjorde Zwingli ingen skarp åtskillnad mellan kyrkan och den världsliga makten. Han tillerkände istället staten rätt och plikt att styra över kyrkan. Rådet i Zürich var i Zwinglis ögon rättmätig innehavare av makten över kyrkan.

## Zwingli och liturgi
På det liturgiska området skedde i Zwinglis tänkande en långsam övergång till en ny typ av gudstjänst. Predikan förekom även i den katolska mässan men Zwingli skiljer ut predikan som en särskild gudstjänst utan anknytning till att mässa firades. Det skedde inte omedelbart. I skriften Epicheiresis (1523) följer han mässans form. I skriften Aktion (1525) är han beredd att övergå till något nytt, en huvudgudstjänst bestående enbart av textläsning, predikan och förbön.
Zwinglis tanke är att ta fasta på hur det var från början. Han byter ut den nicenska trosbekännelsen, som används vid firandet av mässan, mot dem apostoliska trosbekännelsen för att han såg den som mer ursprunglig. Något nytt var också den gudstjänst som firades med de församlade prästerna varje vardag utom fredag. Den bestod av läsning från Gamla Testamentet på grundspråket och en översättning och en predikan. Gudstjänsten kallades ”die profezei” och ordningen hämtad från 1 Korinterbrevet kap 14.
Mycket av Zwinglis tankar lever kvar inom den reformerta kristendomen, som synen på prästen, gudstjänstrummets avskalade utseende, prästen som står i centrum och förkunnar med mera.

## Eftervärldens värderingar av Zwingli
Eftervärlden har bedömt hans insats på mycket olika sätt. Från de glorifierade biografier, som framställer honom som en nationell hjälte som gick i döden för sin sak och till den negativa bilden av honom som ibland präglat lutherforskningen, styrd av 1500-talets skarpa motsättning i frågan om synen på nattvarden, där Luther och Zwingli var varandras motståndare. Zwinglis död innebar ett avbrott på den reformation han påbörjat och hans häftiga död har också påverkat bilden av honom såväl i hans samtid som i nutiden. 
Inom katolska kyrkan har hans teologi inte haft någon påverkan. Hans skrifter förbjöds. Följderna för samhället av Zwinglis verksamhet har här stått i fokus.
Den konfessionella uppdelningen av Schweiz i katolsk och reformert del som gällde vid Zwinglis död har i stort sett kvarstått.
En del såg Zwinglis plötsliga död som en Guds dom över hans planer, däribland flera av hans samtida, bland andra Luther. Luther betraktade honom som sin lärjunge och såg stridigheterna med honom som ett utslag av Zwinglis personlighet. Därför kunde Luther även uttrycka medkänsla med honom.

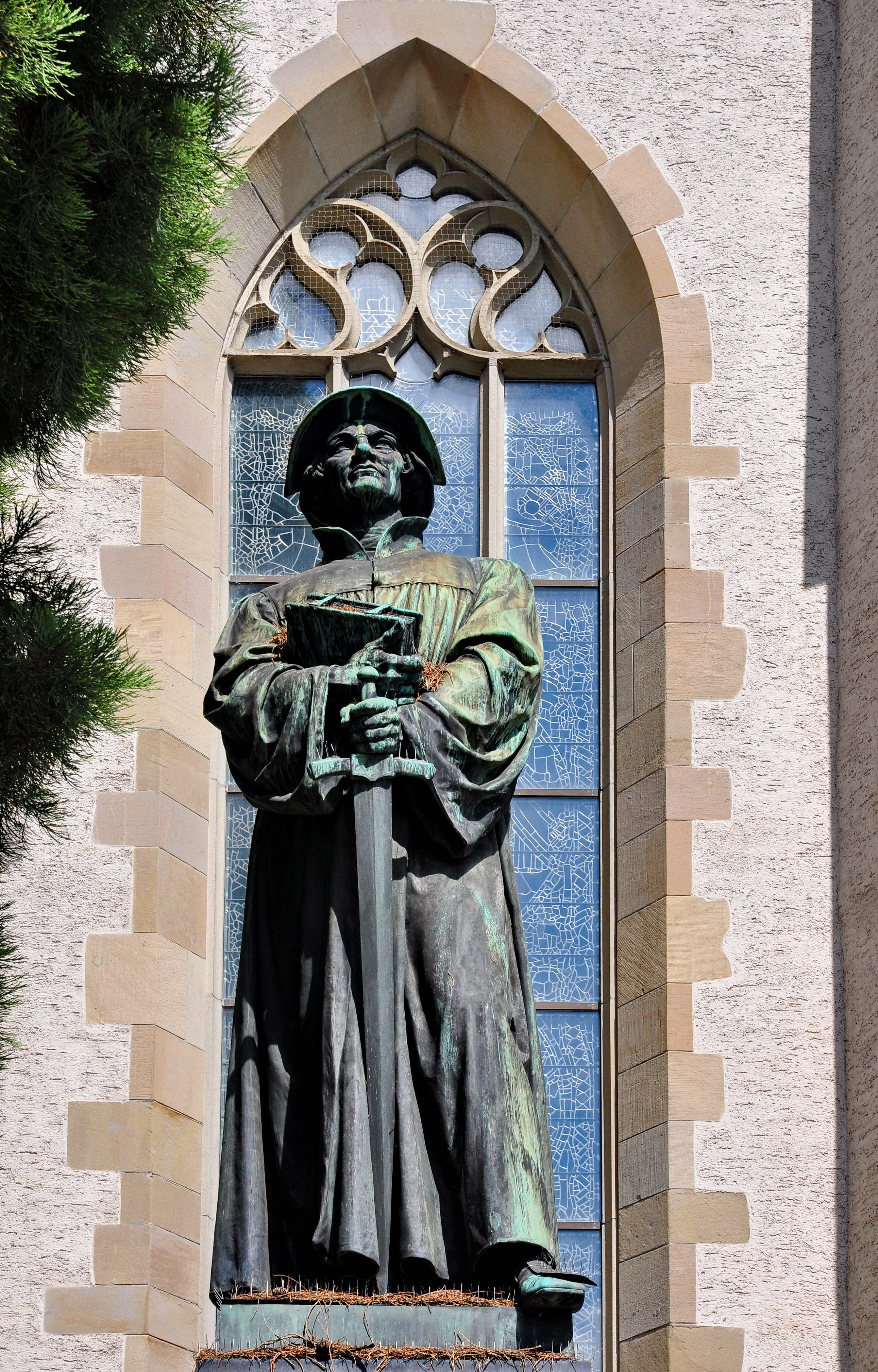
Staty föreställande Zwingli framför Wasserkirche i Zürich

I staden Zürich med omnejd och inom den reformerta kristenheten har man dock bevarat minnet av honom. Inom den reformerta ortodoxin på 1600- och 1700-talen såg man honom som en profet, som Moses och Elia. Däremot fann man hans teologi alltför filosofisk och rationalistisk. Inom den schweiziska pietismen har Zwingli inte haft så stor påverkan. Hans idéer vidareutvecklades av andra som Heinrich Bullinger och Jean Calvin. Även Martin Bucer tog intryck av hans tankar. Var och en vidareutvecklade Zwinglis tankar på sitt eget sätt. Man kan inte tala om någon ”Zwinglianism” utan de tankar som han framfört, vidareutvecklades av dem som kom efter honom. Deras tankar hade troligen sett annorlunda ut om Zwinglis verksamhet inte påverkat deras tankar.
Orten Zwingle i Iowa i USA har fått sitt namn efter Zwingli.
Asteroiden 7908 Zwingli är uppkallad efter honom.

## Zwinglis skrifter
Samtliga Huldreich Zwinglis verk, utgivna av Emil Egli und Georg Finsler, (Berlin 1905–1963) i serien Corpus Reformatorum 88 - 100 
I serien ingår bland annat

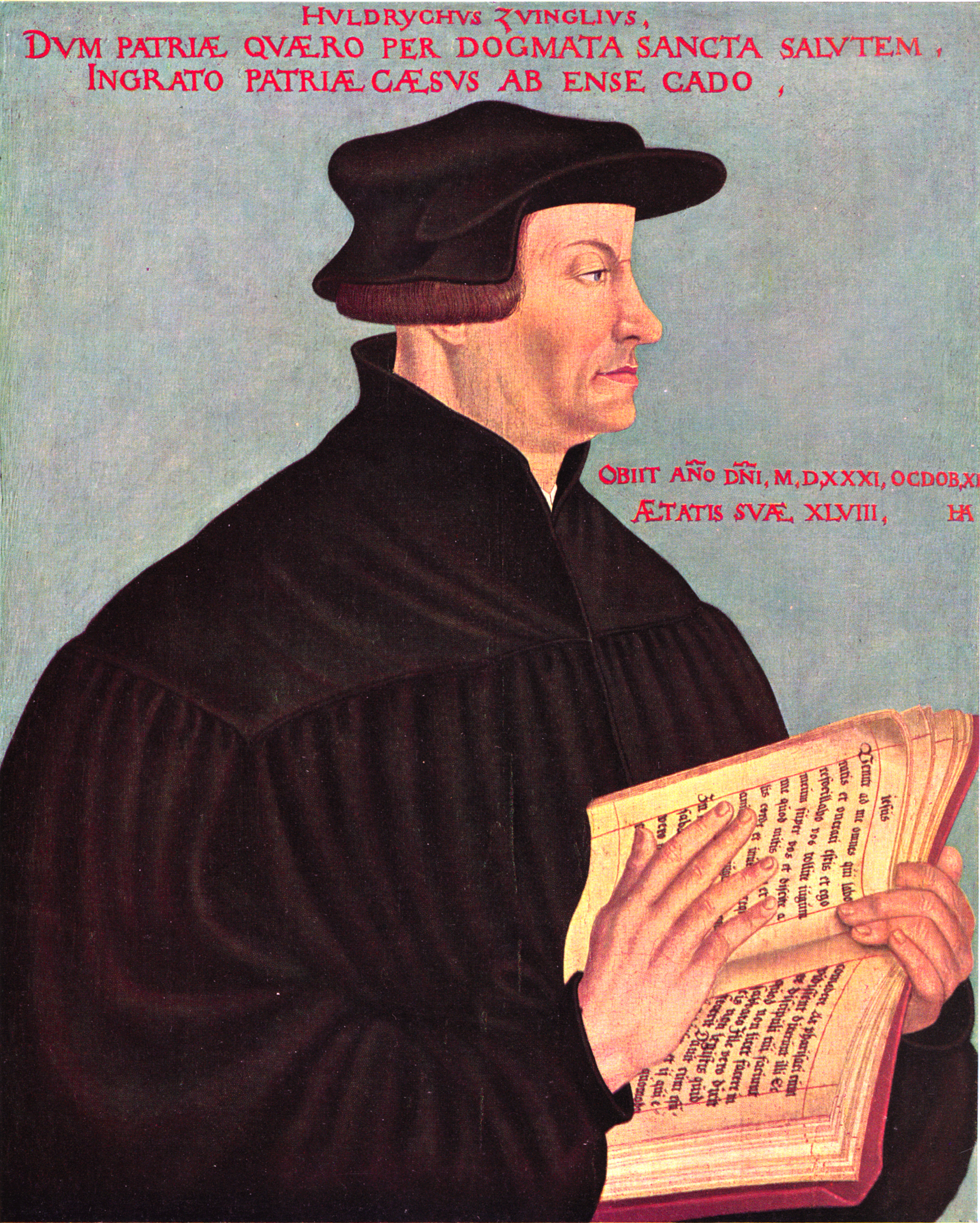
Zwingli - En målning utförd 1549 av konstnären Hans Asper

- Von Erkiesen und Freiheit der Speisen, 1522
- Eine freundliche Bitte und Ermahnung an die Eidgenossen, 1522
- 67 Schlussreden, 1523
- Der Hirt, 1523
- Kurzen christlichen Einleitung, 1523
- Von göttlicher und menschlicher Gerechtigkeit, 1523
- Wer Ursach gebe zu Aufruhr, 1524
- Commentarius de vera et falsa religione, 1525.
- Von der Taufe, von der Wiedertaufe, und von der Kindtaufe, 1525
- Antwort über Balthasar Hubmaiers Taufbüchlein, 1525
- Action order Bruch des Nachtmals, 1525
- Gutachaten betreffen Taufe, 1526
- Eine klare Unterrichtung vom Nachtmal Christi, 1526
- Die erste kurze Antwort über Ecks sieben Slussreden, 1526
- Die andere über etliche unwahrhafte Antworten, die Eck zu Baden gegeben, 1526
- Amica Exegesis, 1527

## Andra reformatorer
- Martin Luther
- Ambrosius Blarer
- Heinrich Bullinger
- Jean Calvin
- Guillaume Farel
- John Knox
- Johannes Oecolampadius
- Primoz Trubar
- Jan Hus